# Apeadeiro

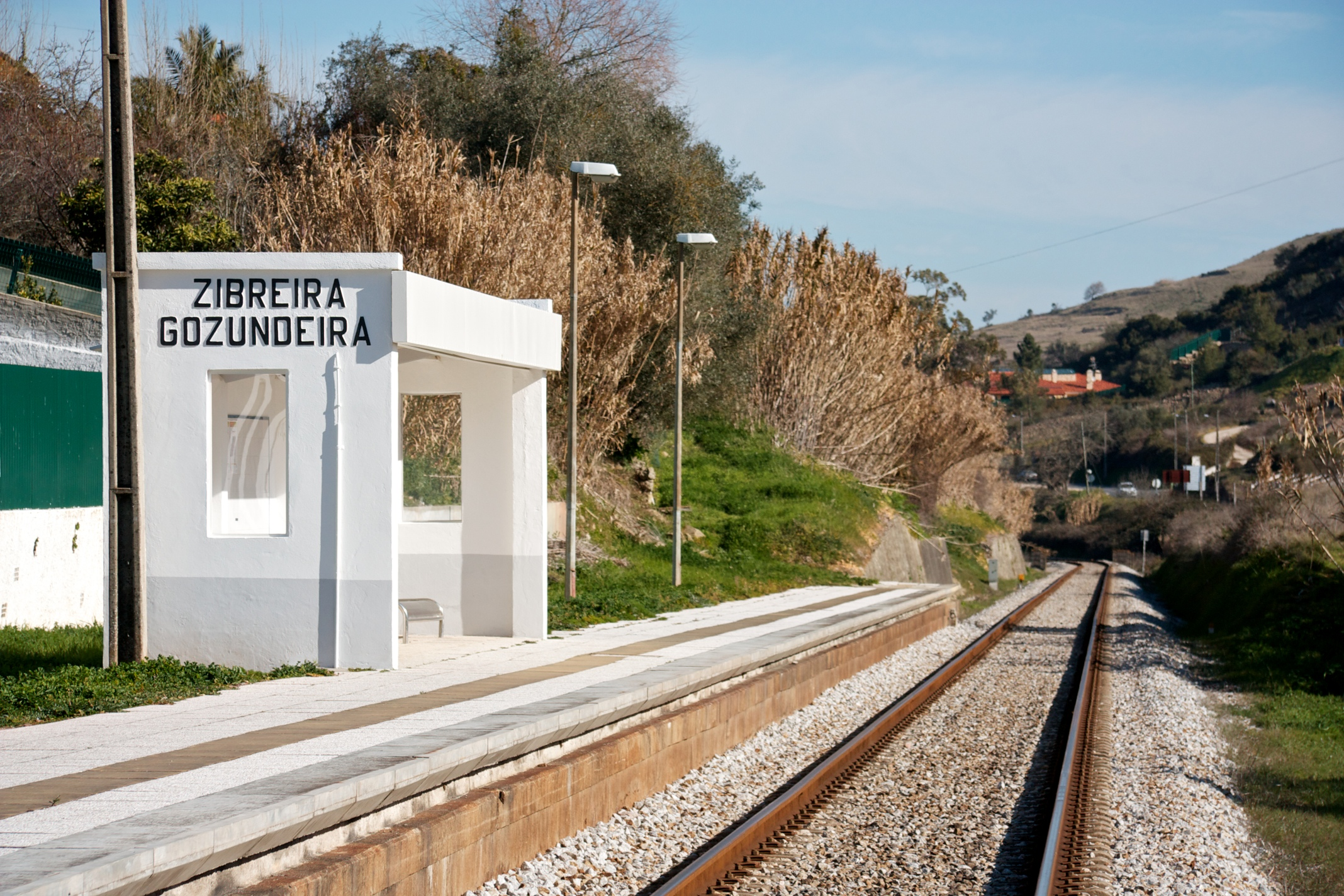
Apeadeiro típico português, na Linha do Oeste

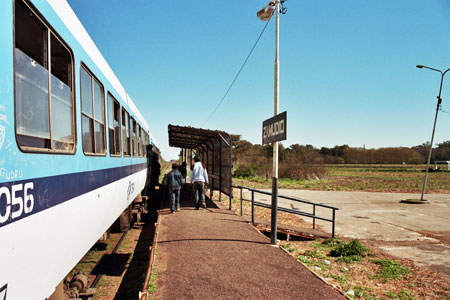
Apeadeiro na província de Buenos Aires, na Argentina.

Apeadeiro é o "conjunto de instalações fixas que não dispõe de equipamentos de segurança que permitam a interferência de um agente responsável pela segurança da circulação no cantonamento dos comboios", de acordo com a definição da Infraestruturas de Portugal. Isto significa, por outras palavras, que o apeadeiro não tem agulhas nem vias desviadas que permitam a ultrapassagem de comboios (sendo que aqui se usa "ultrapassagem" e não "cruzamento" para não induzir em erro, já que não é impossível haver um apeadeiro em secções com via dupla de sentidos opostos).
Também conhecido como Paragem ou Parada ferroviária, assume habitualmente (mas nem sempre) o caráter de paragem ferroviária secundária, de categoria inferior à estação. Por norma não dispõe de pessoal ferroviário permanente nem bilheteiras, sendo os bilhetes vendidos pelo revisor já a bordo do comboio.
Nalguns casos os trens (comboios) só param nestes apeadeiros no caso de um passageiro da plataforma indique que deseja subir a bordo, ou quando um passageiro dentro do trem quer sair. Geralmente, os apeadeiros ficam em zonas pouco povoadas.